# اوده

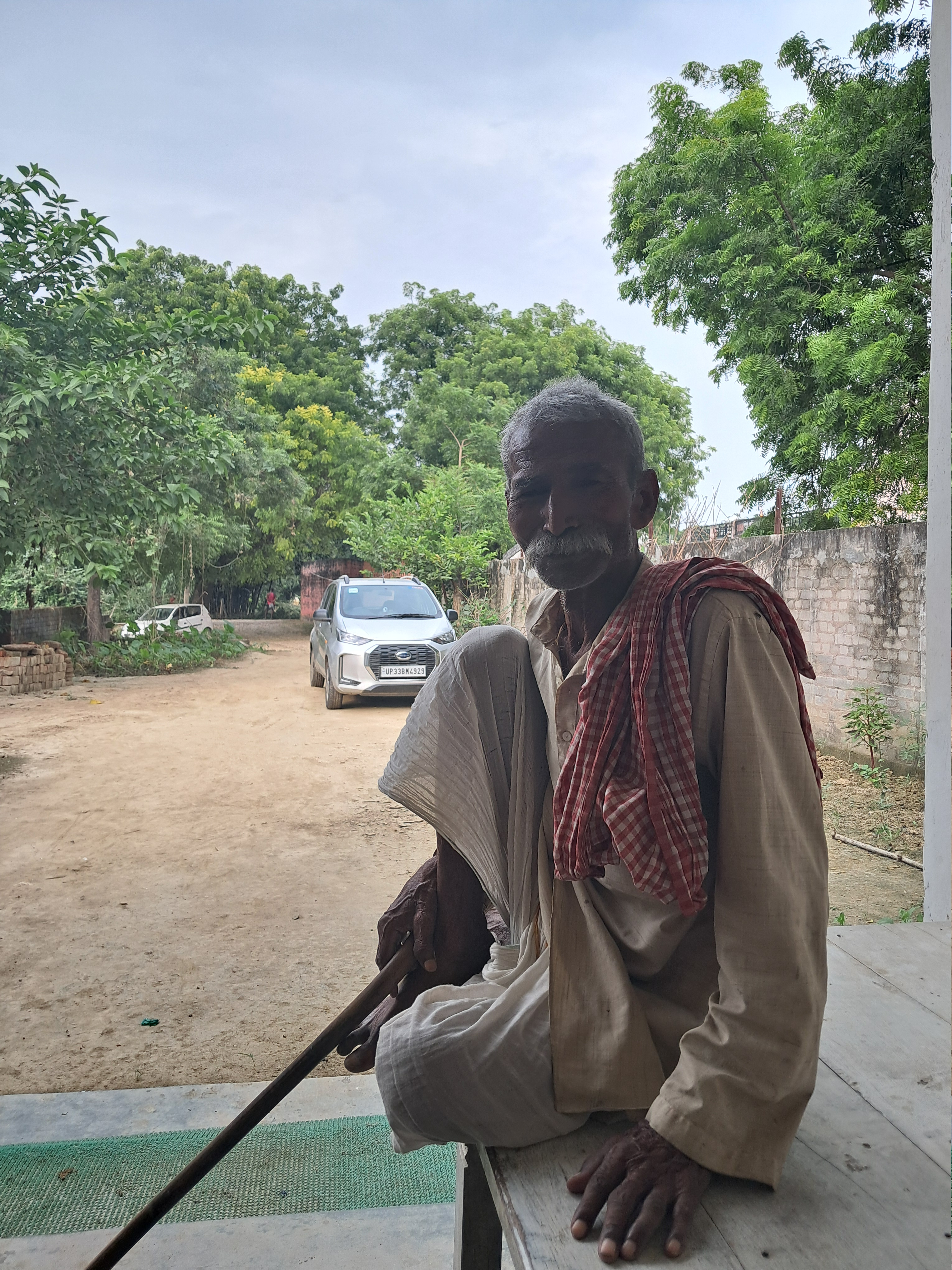
یکی از مردم محلی در اوده

اوده منطقه‌ای تاریخی به مرکزیت فیض‌آباد در شمال هند است این منطقه در ایالت اوتار پرادش واقع است که حکومت اوده در سال‌های ۱۷۷۲ تا ۱۸۵۸ میلادی در آن حکم‌رانی می‌کرده است زبان مردم این منطقه هندوستانی، زبان هندی و زبان اردو است.